# A Whirlwind of Whiskers
A Whirlwind of Whiskers er en amerikansk stumfilm fra 1917 af Alfred Santell.

## Medvirkende
- Lloyd Hamilton som Ham
- Bud Duncan som Bud
- Marin Sais
- Robert N. Bradbury
- Edward Clisbee